# François Nocher
François Nocher, né le 23 janvier 1944 à Vienne (Isère), est un acteur, metteur en scène, scénariste et producteur français.

## Biographie

### Jeunesse
François Charon, dit François  Nocher, naît le 24 janvier 1944 à Vienne (Isère). Il est le fils du journaliste et homme politique Jean Nocher.

### Carrière
François Nocher est acteur depuis l'âge de 13 ans, il a commencé à la radio, puis au cinéma, dans Les Quatre Cents Coups, le premier long-métrage de François Truffaut. Il a continué avec Claude Autant-Lara (Les Régates de San Francisco, La Jument verte), Henri Verneuil, Alfred Rode, Michel Boisrond (Un soir sur la plage), Jean Delannoy, plus récemment avec Ollivier Nollin (L'école est finie), ou Jean Marbœuf.
Il a fait le Conservatoire national supérieur d'art dramatique de Paris, d'où il est sorti récompensé et où il a rencontré, en 1963, sa première femme, Danièle Évenou. Il a joué pour la Comédie-Française. Il a aussi fait plusieurs stages de l'Actors Studio, avec Martin Ritt, Lee Strasberg. D’autres stages avec Edgardo Lusi, Andréas Voutsinas... Et même un stage de clown avec Alain Gautré.
À la télévision, il a tourné de nombreuses séries ou émissions de divertissement, mais aussi des « Dramatiques » avec Georges Franju, ou Pierre Badel.
Il s'est associé à la production pour le cinéma et la télévision, de trois longs-métrages, de nombreux courts, et d'Une Minute pour une Image : 280 émissions d'Agnès Varda, pour F.R.3.
Au théâtre, il a joué ou mis en scène, aussi bien Corneille qu'Agatha Christie, Achard, Molière, Feydeau, Tennessee Williams, Tchekov, Israël Horovitz, Frank Bertrand, Dorian Paquin, etc.
Il a écrit une pièce de jeunesse, jamais jouée, plusieurs scénarios, des adaptations et des pièces originales pour la radio, et l'adaptation cinématographique de sa pièce, Tchékhov-Tchékhova, inspirée de la correspondance d'Olga Knipper et Tchékhov. Créée par Francine Bergé et Michel Duchaussoy, François Nocher l'a mise en scène au Théâtre Montparnasse à Paris, puis pour la Tournée. Il a été invité à remonter la pièce à Bruxelles, Lisbonne, Tel-Aviv, et pour la Télévision Belge. Elle s'est montée également à Rome, Montréal, en Norvège, en Scandinavie, en Allemagne, en Argentine, de nouveau en Italie en 2006 et 2007. Ses mises en scène de Tchékhov-Tchékhova à l'étranger ont éloigné François Nocher de son métier d'acteur.
Il a adapté deux pièces anglaises d’Arnold Wesker, Les Quatre Saisons et Lettre à ma fille et un roman de Sandor Marai, La conversation de Bolzano.
En 1999, il a écrit et co-mis en scène Je vous parle d’un temps pour et avec Francine Bergé, création pour le Grand Théâtre de Colombes, mise en scène de Marie Noëlle Rio.

### Vie privée
Il s'est marié en 1968 à Daniele Evenou dont il a divorcé.
Il a vécu et s'est marié en 1983 avec l'actrice allemande Constanze Engelbrecht, décédée en 2000. Leur fille Julie Engelbrecht est actrice, elle tourne surtout en Allemagne.

## Filmographie

### Cinéma
- 1959 : Les Quatre Cents Coups de François Truffaut : Un délinquant
- 1959 : La Jument verte de Claude Autant-Lara : Frédéric Maloret
- 1960 : La Française et l'Amour, de Jean Delannoy (L'Adolescence) : Jean
- 1960 : Les Régates de San Francisco de Claude Autant-Lara : Berto
- 1961 : Un soir sur la plage de Michel Boisrond : Olivier
- 1961 : Par-dessus le mur de Jean-Paul Le Chanois : Un enfant
- 1961 : Les lions sont lâchés d'Henri Verneuil : Gilles
- 1962 : Dossier 1413 d'Alfred Rode
- 1971 : La Saignée de Claude Mulot
- 1975 : Monsieur Balboss de Jean Marbœuf
- 1978 : Poker menteuses et Révolver matin de Christine Van de Putte : Monsieur Michel
- 1979 : L'école est finie d'Olivier Nolin : Paul

### Télévision
- 1956-1957 : La Famille Anodin (série télévisée) : François
- 1962 : Noix de coco de Pierre Badel (Téléfilm) : Antoine
- 1963 : Janique Aimée de Jean-Pierre Desagnat (série télévisée) : Jean Gauthier
- 1965 : Quelle famille ! de Roger Pradines (série télévisée) : François Anodin
- 1965 : Sens interdit de Roger Kahane (Téléfilm) : Gérard
- 1966 : Le Train bleu s'arrête 13 fois - épisode : Saint-Raphaël: une balle de trop de Serge Friedman (série télévisée) : Patrick
- 1966-1973 : Au théâtre ce soir au Théâtre Marigny (série télévisée) :
  - 1966 : Les Jours heureux de Claude-André Puget, mise en scène Jacques-Henri Duval, réalisation Pierre Sabbagh - Olivier
  - 1967 : De passage à Paris de Michel André, mise en scène Jacques-Henri Duval, réalisation Pierre Sabbagh - François
  - 1967 : Bon week-end, Monsieur Bennett d'Arthur Watkin, mise en scène de Michel Vitold et Henri Guisol, réalisation Pierre Sabbagh - Michel
  - 1968 : La Toile d'araignée d'Agatha Christie, mise en scène Raymond Gérôme, réalisation Pierre Sabbagh - Philip Warrender
  - 1973 : D'après nature ou presque de Michel Arnaud, mise en scène Jean-Paul Cisife, réalisation Georges Folgoas - Claude
- 1975 : Une femme seule (série télévisée) : Claude Valliers
- 1975 : La preuve par treize (série télévisée) : Guy
- 1978 : Cinéma 16 - téléfilm : La Discorde de Georges Franju (série télévisée) : Arnaud
- 1978 : Don Juan de Alexandre Arcady (Téléfilm) : Dom Carlos
- 1979 : Une fille seule (série) : Claude Vallier

## Doublage

### Cinéma

#### Films
- 1981 : Absence de malice : Elliott Rosen (Bob Balaban)

## Théâtre
- 1961 : Noix de coco de Marcel Achard, mise en scène Jean Meyer, Théâtre des Célestins
- 1964 : Chat en poche de Georges Feydeau, mise en scène Jean-Laurent Cochet, Théâtre Daunou
- 1970 : La Souricière d'après Agatha Christie, mise en scène Jean-Paul Cisife, Théâtre des Célestins
- 1971 : La Souricière d'après Agatha Christie, mise en scène Jean-Paul Cisife, Théâtre Hébertot
- 1973 : Crime impossible de Michel Arnaud, mise en scène Jean-Paul Cisife, Théâtre de la Renaissance